# Parque O'Higgins (métro de Santiago)
Parque O'Higgins est une station de la Ligne 2 du métro de Santiago, dans la commune de Santiago.

## Histoire
La station est ouverte depuis 1978. Son nom vient de la Autopista Central avec l'avenue Matta est situé juste au-dessus de la station. Le nom de cette station provient du parc O'Higgins (en espagnol : parque O'Higgins), dont l'entrée est située à l'est près de la station de métro.